# أولدريتش نييدلي
أولدريتش نيجيدالي (26 ديسمبر 1909 - 11 يونيو 1990)، لاعب كرة قدم تشيكوسلوفاكي. كان هداف كأس العالم لكرة القدم 1934 برصيد خمسة أهداف ولعب في مركز تحت رأس الحربة.

## مع المنتخب
شارك في بطولتي كاس عالم عامي 1934 في إيطاليا و1938 في فرنسا. كان هداف بطولة عام 1938 برصيد 5 أهداف وسجّل في سنة 1938 هدفين. وشارك مع المنتخب التشيكوسلوفاكي في 43 مباراة سجل فيهم 29 هدف. وحصل على الكرة البرونزية عام 1934 كثالث أفضل لاعب في كاس العالم وكان في تشيكلة أفضل فريق في البطولة. انتهى مشواره الكروي الدولي مع منتخب بلاده عقب تعرضه لكسر في قدمه عام 1938 .

## محليا
لعب لنادي سبارتا براغ وحصل معه على الدوري أعوام 1932 1936 ,1938,1939 وسجّل 161 هدف في 187 مباراة،
توفي في 11 يونيو، 1990 عن عمر يناهز الثمانين عاما.

## روابط خارجية
- أولدريتش نييدلي على موقع الاتحاد الدولي (مؤرشف)  (الإنجليزية)
- أولدريتش نييدلي على موقع الاتحاد التشيكي (الإنجليزية)
- أولدريتش نييدلي على موقع قاعدة بيانات كرة القدم.إي يو (الإنجليزية)
- أولدريتش نييدلي على موقع ناشيونال فوتبول تيمز (الإنجليزية)